# Усманово (Благоварський район)
Усма́ново (рос. Усманово, башк. Уҫман) — присілок у складі Благоварського району Башкортостану, Росія. Входить до складу Танівської сільської ради.
Населення — 54 особи (2010; 65 в 2002).
Національний склад:
- башкири — 83 %